# Crax daubentoni
Crax daubentoni là một loài chim trong họ Cracidae, được tìm thấy trong các rừng cây ở Colombia và Venezuela. Nó kiếm ăn chủ yếu trên mặt đất, nhưng sẽ bay lên cây nếu bị đe dọa. Đặc điểm nổi bật nhất của nó là mào bằng lông vũ cuộn tròn về phía trước, và núm màu vàng nhô ra trên mỏ. Chim mái không có núm màu vàng này, nhưng giống chim trống ở bộ lông, có màu đen tổng thể với một đường vân màu trắng ở phía dưới (khu vực xung quanh bộ lông). Chim trưởng thành cao 84–92,5 cm và nặng khoảng 2–3 kg. Nó ăn trái cây, lá, hạt và động vật nhỏ. Không giống như hầu hết các loài chim khác, chúng làm tổ trên mặt đất, với cả chim trống và chim mái cùng giúp đỡ trong việc xây tổ. Chim mái chỉ đẻ 2 quả trứng - một quả trứng nhỏ so với các loài chim làm tổ trên mặt đất khác.